# Кальдезия
Кальде́зия (лат. Caldesia) — род травянистых растений семейства Частуховые (Alismataceae), очень спорадично распространённый в Старом Свете и Австралии.
Род назван в честь итальянского ботаника Лодовико Кальдези.

## Описание
Многолетние водные травянистые растения, образующие зимующие почки. Корневище короткое, толстое. Листья яйцевидные или эллиптические, основание глубокосердцевидное, верхушка тупая или туповатая; собраны в прикорневую розетку, плавающие или погруженные в воду.
Цветки обоеполые, актиноморфные, расположены по одному, реже по 2—3 на верхушках веточек соцветия, в свою очередь собраны на общей оси мутовками по 3. Прицветники ланцетные. Чашелистиков 3, округлые, зеленоватые; лепестков 3, белые, широкояйцевидные, обычно крупнее чашелистиков, около 5 мм длиной. Тычинок 6—12; пыльники прикреплены к нитям своим основанием, растрескиваются продольною щелью. Плодолистиков 6—10, расположены кольцеобразно на почти плоском цветоложе, каждый с одним базальным семязачатком.
Плодики костянкообразные, обратнояйцевидные, односемянные, 1,7—2,3 мм длиной, вздутые или слегка сжатые, с коротким носиком, на спинке с 3—5 выступающими рёбрами, эндокарпий деревянистый, экзокарпий губчатый.

## Виды
Род включает 4 вида:
- Caldesia grandis Sam. (1930)
- Caldesia janaki-ammaliae Guha & M.S.Mondal (2003)
- Caldesia oligococca (F.Muell.) Buchenau (1882)
- Caldesia parnassifolia (Bassi) Parl. (1860) typus[1] — Кальдезия белозоролистная